# The Payback
The Payback dvostruki je studijski album od američkog skladatelja, producenta i pjevača Jamesa Browna, objavljen u prosincu 1974.g. od diskografske kuće "Polydor Records". Originalno je bilo planirano da skladbe budu filmska glazba u filmu Hell Up in Harlem, ali direktor Larry Cohen to odbacuje.
The Payback jedan je od najboljih Brownovih funk albuma u karijeri koji je pokupio odlične ocjene glazbenih kritičara. Naslovna skladba zauzela je #1 na R&B Top listi hitova. Album 1992.g. nanovo izlazi na CD-u, a potpisuje ga Alan Leeds.

## Popis pjesama
1. "The Payback" – 7:39
2. "Doing the Best I Can" – 7:39
3. "Take Some...Leave Some" – 8:20
4. "Shoot Your Shot" – 8:19
5. "Forever Suffering" – 5:39
6. "Time Is Running Out Fast" – 12:58
7. "Stone to the Bone" – 10:14
8. "Mind Power" – 12:04

- Zabilješka: Vrijeme skladbe "Mind Power" prikazano je s reizdanja iz 1992.g. Originalna verzija iz 1974. kraća je za 90 sek.

## Top lista
Album — Billboard (Sjeverna Amerika)
| Godina | Top lista              | Mjesto na Top listi |
| ------ | ---------------------- | ------------------- |
| 1974.  | Billboard's Pop Albums | 34                  |

## Vanjske poveznice
- Detalji o albumu